# Liste der Biografien/Sans
Liste der Biografien |
Portal Biografien |
Personensuche
# |
A |
B |
C |
D |
E |
F |
G |
H |
I |
J |
K |
L |
M |
N |
O |
P |
Q |
R |
S |
T |
U |
V |
W |
X |
Y |
Z |
?
 
Sa |
Sb |
Sc |
Sd |
Se |
Sf |
Sg |
Sh |
Si |
Sj |
Sk |
Sl |
Sm |
Sn |
So |
Sp |
Sq |
Sr |
Ss |
St |
Su |
Sv |
Sw |
Sy |
Sz
 
Saa |
Sab |
Sac |
Sad |
Sae |
Saf |
Sag |
Sah |
Sai |
Saj |
Sak |
Sal |
Sam |
San |
Sao |
Sap |
Saq |
Sar |
Sas |
Sat |
Sau |
Sav |
Saw |
Sax |
Say |
Saz
 
Sana |
Sanb |
Sanc |
Sand |
Sane |
Sanf |
Sang |
Sanh |
Sani |
Sanj |
Sank |
Sanl |
Sanm |
Sann |
Sano |
Sanp |
Sanq |
Sanr |
Sans |
Sant |
Sanu |
Sanv |
Sanw |
Sany |
Sanz
Die Liste der Biografien führt alle Personen auf, die in der deutschsprachigen Wikipedia einen Artikel haben. Dieses ist eine Teilliste mit 73 Einträgen von Personen, deren Namen mit den Buchstaben „Sans“ beginnt.

## Sans
- Sans i Cabot, Francesc (1828–1881), spanischer Maler
- Sans, Alidé (* 1993), aranesische Sängerin und Politikerin
- Sans, Carles (* 1975), spanischer Wasserballspieler
- Sans, Daniel (* 1975), deutscher Tenor
- Sans, Diego (* 1989), US-amerikanischer Pornodarsteller, Model
- Sans, Georg (* 1967), deutscher Philosoph und Jesuit
- Sans, Jordi (* 1965), spanischer Wasserballspieler
- Sans, Laia, spanische Squashspielerin

### Sansa
- Sansa, Maya (* 1975), italienische Schauspielerin
- Şansal, Barbaros (* 1959), türkischer Modedesigner und Menschenrechtler
- Sansal, Boualem (* 1949), algerischer Schriftsteller und ÖkonomBoualem Sansal (* 1949)

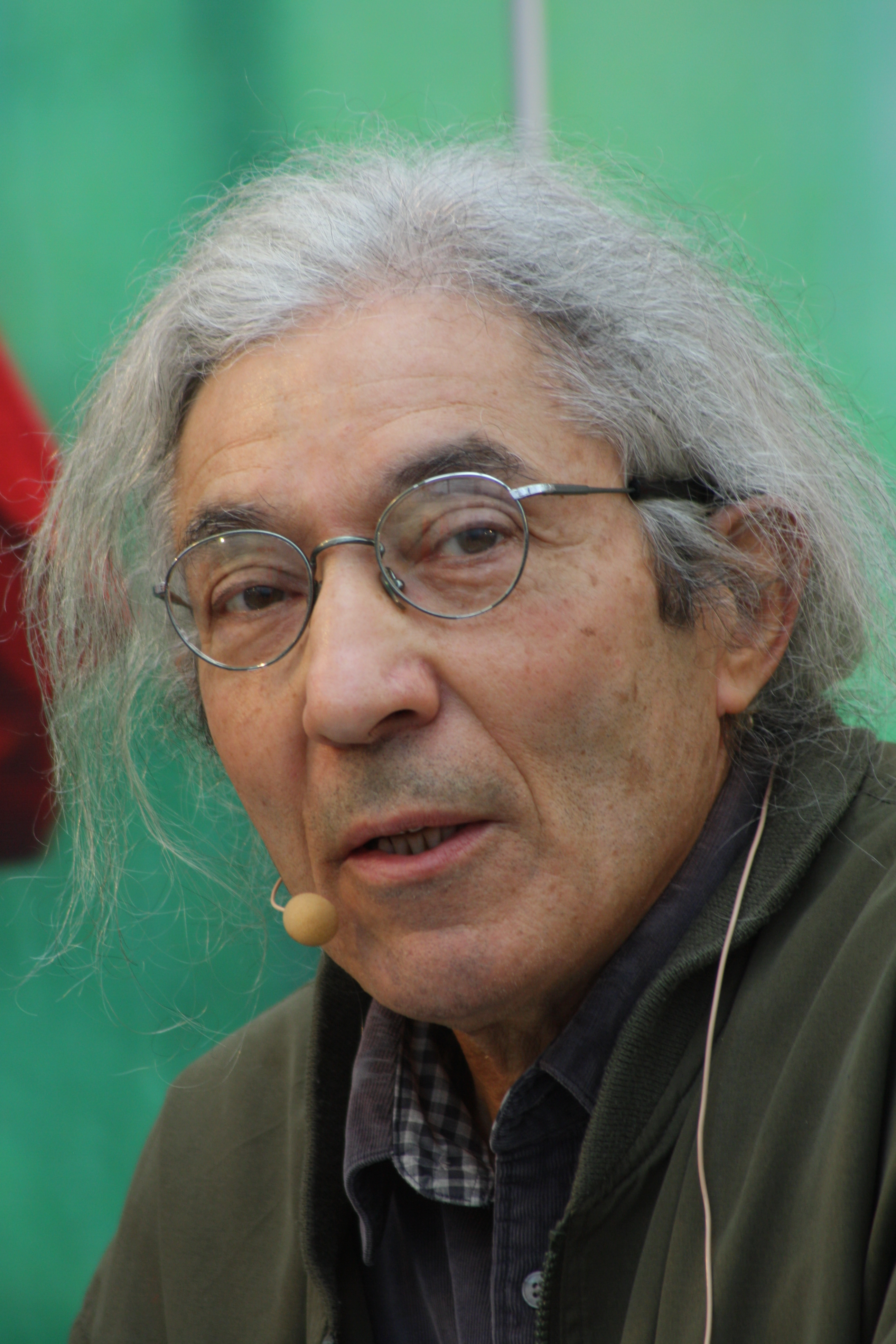
Boualem Sansal (* 1949)

- Sansang († 227), König von Goguryeo
- Sansaniyakulvilai, Piyathip (* 1972), thailändische Badmintonspielerin
- Sansargereltech, Sangidordschiin (* 1969), mongolischer Komponist
- Sansaricq, Guy (1934–2021), haitianisch-US-amerikanischer Geistlicher, römisch-katholischer Weihbischof in Brooklyn

### Sansb
- Sansbury, Tianna (* 1992), australische Schauspielerin

### Sansc
- Sanschagrin, Albert (1911–2009), römisch-katholischer Bischof von Saint-Hyacinthe

### Sanse
- Sansebastián, Justo, Fußballspieler
- Sansegundo, Carlos (1930–2010), spanischer Bildhauer und Maler
- Sansen, Ollie (1908–1987), US-amerikanischer Footballspieler
- Sansern Limwattana (* 1997), thailändischer Fußballspieler
- Sanseverino (* 1961), französischer Singer-Songwriter und Gitarrist
- Sanseverino d’Aragona, Roberto (1418–1487), Feudalherr und italienischer Condottiere
- Sanseverino, Antonio († 1543), italienischer Geistlicher, Erzbischof von Tarent und Kardinal
- Sanseverino, Aurora (1669–1726), italienische Adelige, Dichterin und Kunstmäzenin
- Sanseverino, Federico († 1516), italienischer Kardinal der Römischen Kirche
- Sanseverino, Guglielmo, italienischer Geistlicher, Erzbischof von Salerno und Kardinal
- Sanseverino, Lucio (1565–1623), italienischer Kardinal, Erzbischof von Salerno
- Sanseverino, Stanislao (1764–1826), neapolitanischer Kardinal

### Sansi
- Sansi, Aaron (* 2008), deutsch-französischer SchauspielerAaron Sansi (* 2008)

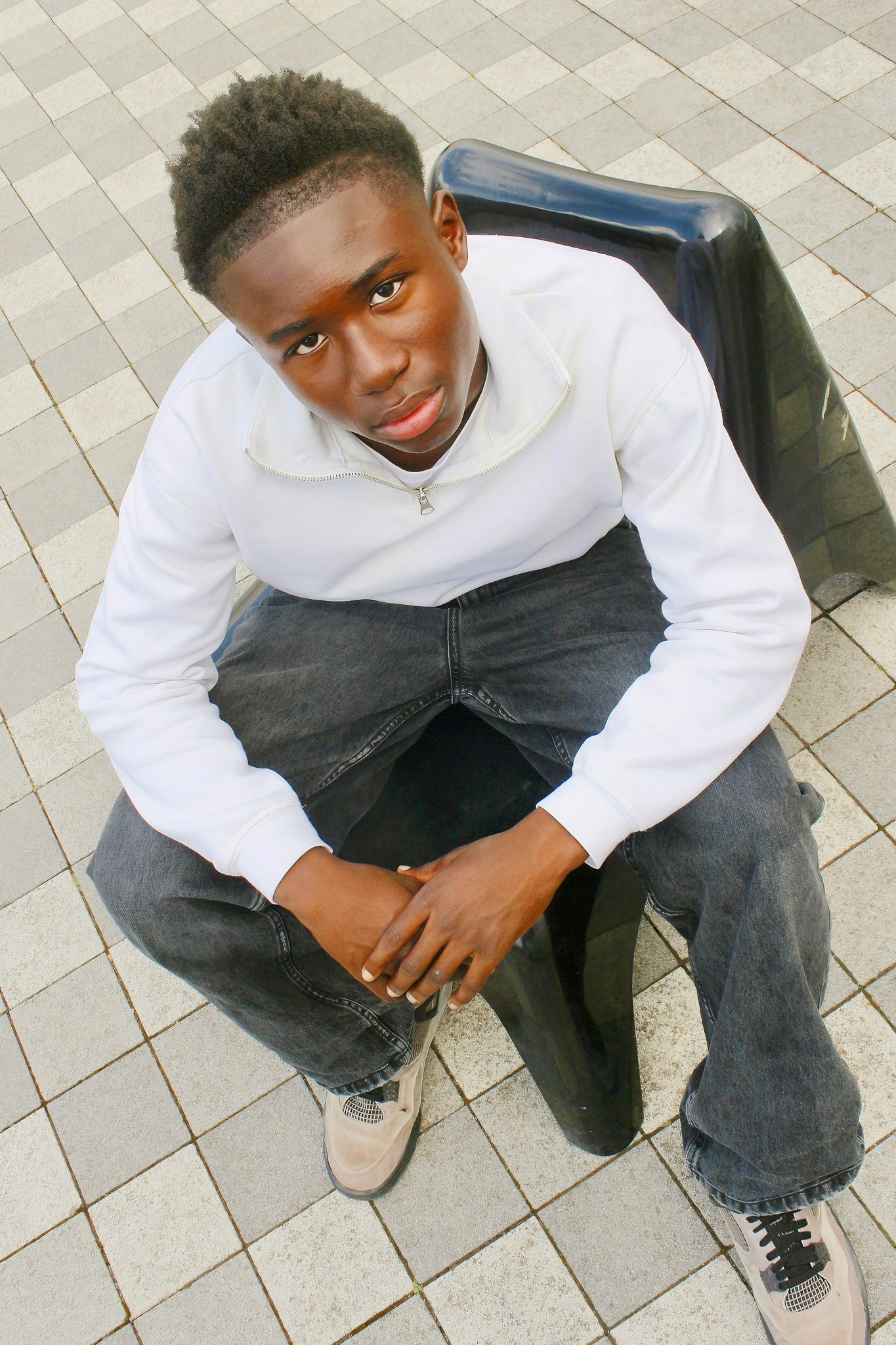
Aaron Sansi (* 2008)

### Sanso
- Sansò, Fernando (* 1945), italienischer Geodät und Hochschulprofessor in Mailand
- Sansom, C. J. (1952–2024), britischer Schriftsteller
- Sansom, Ernest William (1890–1982), kanadischer Generalleutnant
- Sansom, George Bailey (1883–1965), britischer Historiker des prämodernen Japan
- Sansom, Kenny (* 1958), englischer Fußballspieler
- Sansom, Odette (1912–1995), französisch-britische Agentin
- Sansom, Olga (1900–1988), neuseeländische Lehrerin, Museumsdirektorin, Botanikerin, Hörfunksprecherin und war journalistisch tätig
- Sansom, Philip (1916–1999), britischer Anarchist
- Sansón Argüello, Mariana (1918–2002), nicaraguanische Lyrikerin und Malerin
- Sanson, Boris (* 1980), französischer Säbelfechter
- Sanson, Charles Henri (1739–1806), französischer HenkerCharles Henri Sanson (1739–1806)

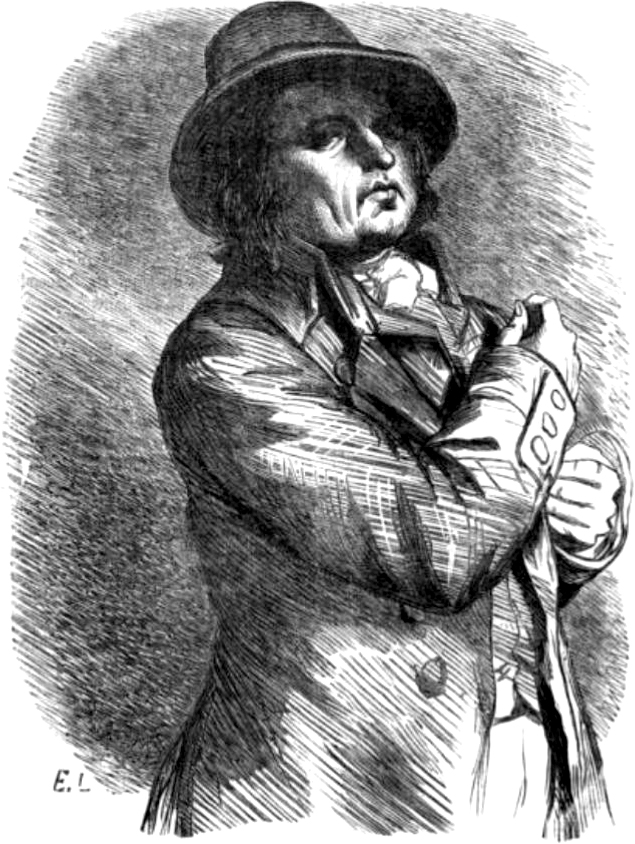
Charles Henri Sanson (1739–1806)

- Sanson, Morgan (* 1994), französischer Fußballspieler
- Sanson, Nicolas (1600–1667), französischer Kartograph
- Sanson, Paul-Ernest (1836–1918), französischer Architekt
- Sanson, Véronique (* 1949), französische Chansonette
- Sanson, Yvonne (1925–2003), griechisch-italienische Filmschauspielerin
- Sansone, Adele (* 1953), österreichische Kinder- und Jugendbuchautorin und Illustratorin
- Sansone, David (* 1946), US-amerikanischer Klassischer Philologe
- Sansone, Giovanni (1888–1979), italienischer Mathematiker
- Sansone, Giuseppe Edoardo (1925–2003), italienischer Dichter, Romanist, Französist, Provenzalist, Hispanist und Katalanist
- Sansone, Mario (1900–1996), italienischer Romanist, Italianist und Literaturwissenschaftler
- Sansone, Nicola (* 1991), deutsch-italienischer Fußballspieler
- Sansonetti, Étienne (1935–2018), französischer Fußballspieler
- Sansonetti, Federico (* 1986), uruguayischer Tennisspieler
- Sansonetti, Philippe J. (* 1949), französischer Biologe
- Sansonetti, Remo (* 1946), australischer Radrennfahrer
- Sansoni, Artur (1886–1971), italienisch-deutscher Bildhauer
- Sansoni, Barbara (1928–2022), sri-lankische Designerin und Unternehmerin
- Sansoni, Bruno (1927–2018), deutscher analytischer Chemiker
- Sansoni, Silvana (* 1941), österreichische Schauspielerin
- Sansoni-Balla, Helene (1892–1982), deutsche Malerin
- Sansoucy, Armand G. (1910–1983), US-amerikanischer Politiker
- Sansovini, Francesco (* 2000), san-marinesischer Sprinter
- Sansovini, Glauco (1938–2019), san-marinesischer Politiker, Staatsoberhaupt von San Marino
- Sansovino, Andrea († 1529), italienischer Bildhauer
- Sansovino, Francesco (1512–1586), italienischer Gelehrter, Dichter und Autor
- Sansovino, Jacopo (1486–1570), florentiner Bildhauer und ArchitektJacopo Sansovino (1486–1570)

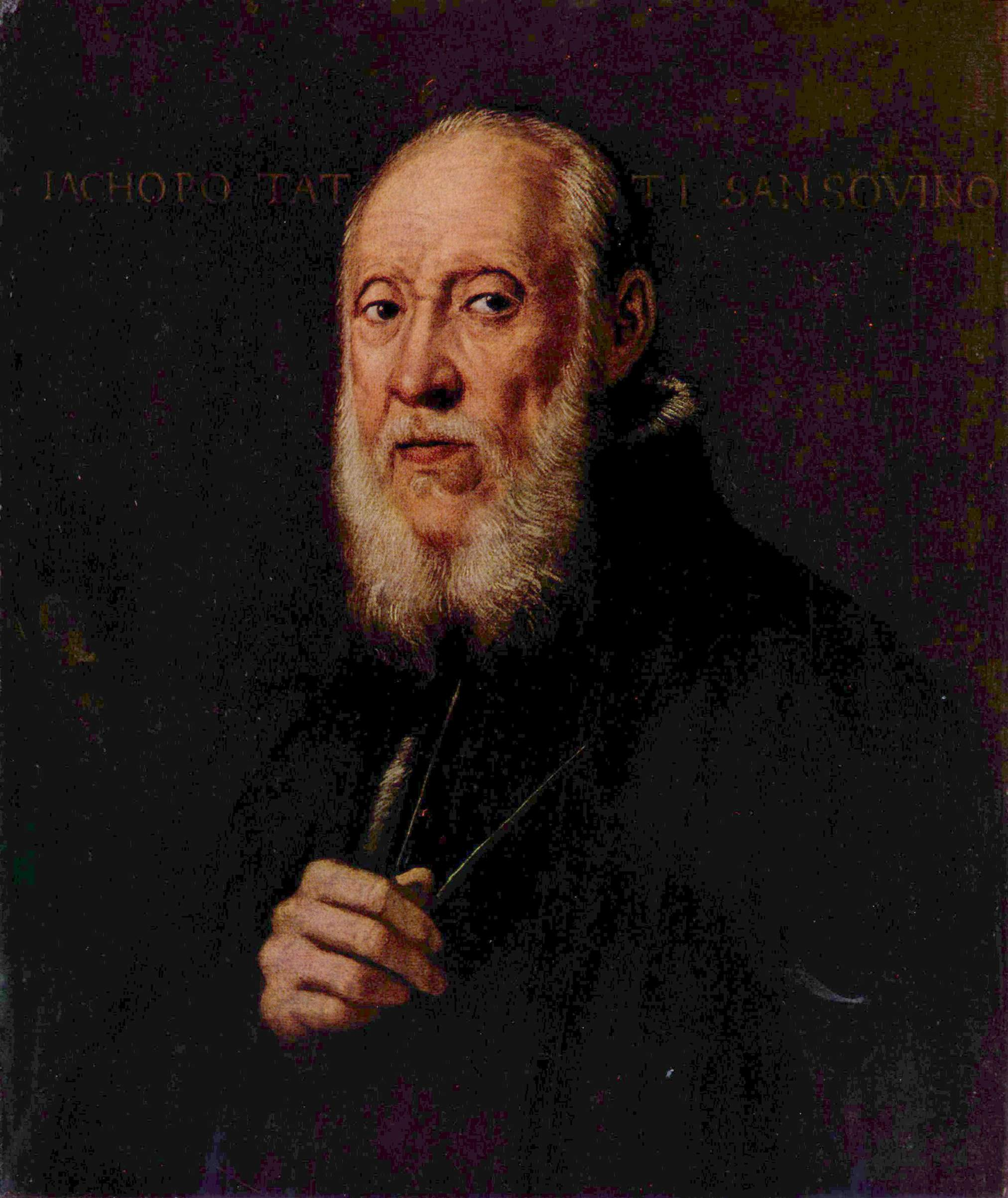
Jacopo Sansovino (1486–1570)

- Sansoz, Liv (* 1977), französische Bergsteigerin und Kletterin

### Sanss
- Sanß, Walter (1879–1946), deutscher Fußball-Funktionär
- Sanß, Werner (1913–2004), deutscher evangelischer Pfarrer und Friedensaktivist

### Sanst
- Sanstead, Wayne (* 1935), US-amerikanischer Politiker

### Sansu
- Sansu, Nicolas (* 1968), französischer Politiker, Mitglied der Nationalversammlung
- Sansus, Pauline Bourdon (* 1995), französische Rugby-Union-Spielerin